# Zinder III
Zinder III est un arrondissement communal de la ville de Zinder au Niger. 

## Géographie
L'arrondissement de Zinder III s'étend du centre au nord de la ville de Zinder.
| Tirmini   | Dakoussa   |           |
| Zinder IV | Zinder III | Zinder II |
| Zinder IV | Zinder IV  | Zinder II |

## Histoire
La commune urbaine de Zinder III est instaurée en 2002, érigée en arrondissement communal en 2010. 

## Population
Lors du recensement général de 2012, la population communale est relevée à 55 595 habitants. L'accroissement annuel de la population atteint 3,2 % pendant la période 2001-2012.

## Quartiers et villages
L'arrondissement s'étend sur 45 localités en zones urbaine et rurale.